# AEC Routemaster
L'AEC Routemaster è un autobus bipiano realizzato dalla Associated Equipment Company (AEC) nel 1954. La produzione effettiva iniziò nel 1958 e si concluse nel 1968. Il veicolo era costruito principalmente nella versione con motore anteriore e piattaforma posteriore aperta. Un piccolo numero venne costruito con le porte e/o con l'entrata nella parte anteriore.
Introdotto dalla London Transport nel 1956, il Routemaster rimase in servizio continuativo a Londra fino al 2005 e attualmente resta in servizio su due linee storiche della zona centrale di Londra.
Il Routemaster venne sviluppato dalla AEC in collaborazione con la London Transport, che acquistò quasi tutti i Routemaster prodotti. In piccoli numeri venne anche acquistato dall'aerolinea British European Airways (BEA) e dalla Northen General Transport Company. In totale sono stati costruiti 2.876 Routemaster e ne esistono ancora 1.000.
Con un progetto pionieristico, il Routemaster surclassò diversi modelli che dovevano sostituirlo messi in servizio a Londra, sopravvisse alla privatizzazione della London Transport ed è stato usato da altri operatori di tutta la Gran Bretagna. Nel trasporto pubblico moderno britannico le caratteristiche uniche del Routemaster sono state sia criticate che apprezzate. La piattaforma aperta, se da una parte esponeva agli elementi permetteva di salire e scendere fuori dalle fermate e la presenza di un bigliettaio rendeva minimo il tempo di imbarco e ottimale la sicurezza sebbene la presenza di una seconda persona facesse aumentare i costi di gestione.
Il tradizionale Routemaster rosso è diventato una delle più conosciute caratteristiche di Londra, con molti oggetti turistici che continuano a mantenere attiva l'immagine del Routemaster e con i molti esemplari ancora in servizio nel mondo. Nonostante la sua fama gli autobus che ha sostituito, l'AEC Regent III RT e il Leyland Titan RTL e RTW, sono spesso confusi con o identificati come il Routemaster.

## Progetto

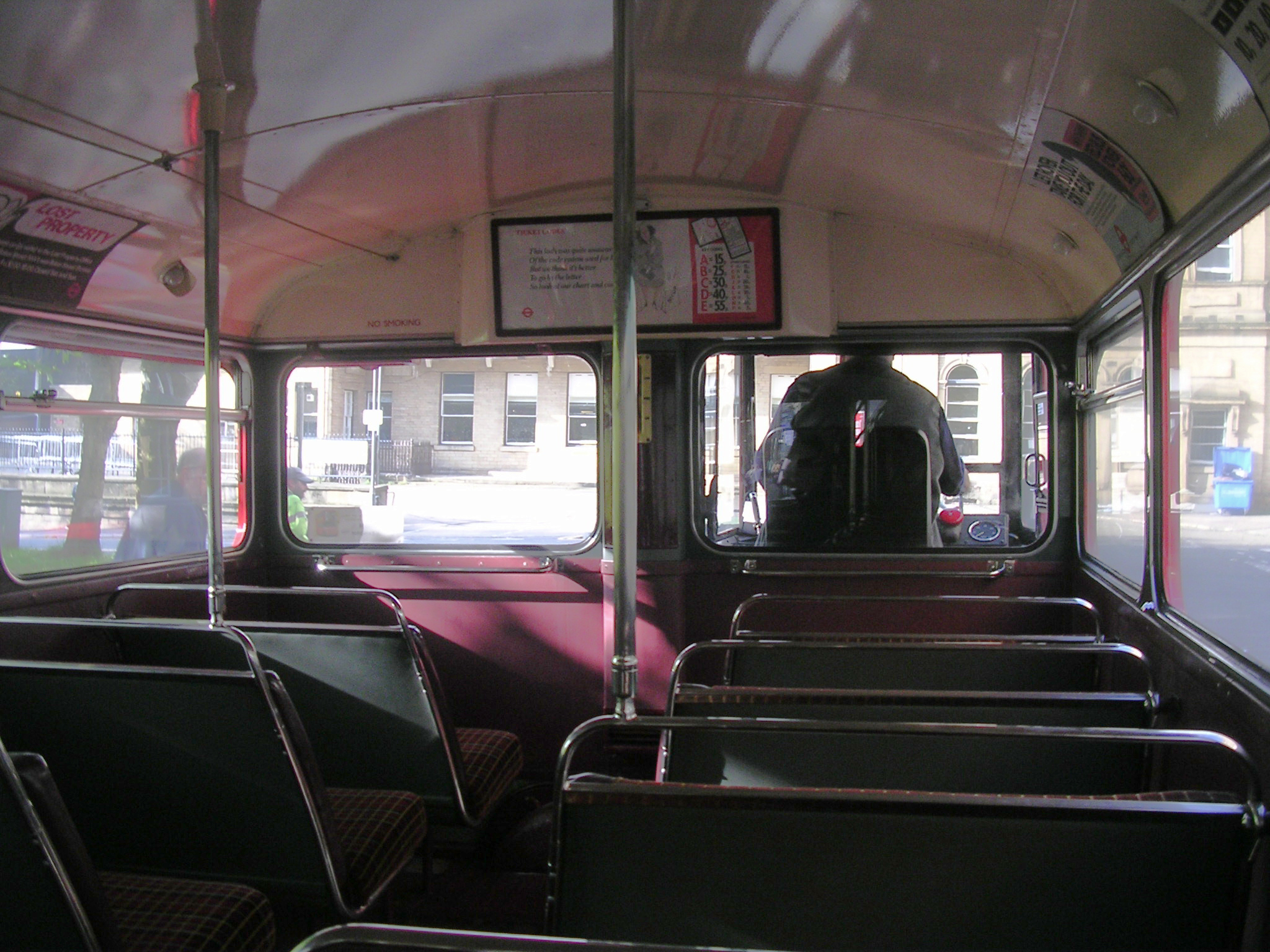
L'interno del Routemaster

Il Routemaster venne sviluppato tra gli anni 1947 -1956 dal team diretto da A.A.M. Durrant e da Colin Curtis. Lo stile del veicolo si deve a Douglas Scott. Il progetto era quello di produrre un veicolo che fosse leggero, quindi più efficiente nei consumi, facile da gestire e da manutenere con le tecniche allora esistenti di manutenzione dell'allora appena aperto Aldenham Works. Ne risultò un veicolo capace di trasportare 64 passeggeri seduti nonostante avesse un peso di tre quarti di ton inferiore al precedente AEC Regent III RT che poteva trasportare 56 passeggeri seduti. Il primo impiego nell'immissione in servizio era quella di sostituire i filobus di Londra, che a loro volta avevano sostituito i tram e di iniziare a sostituire i modelli più vecchi di autobus con motore diesel. Il Routemaster era pensato principalmente per essere usato a Londra, essendo stato progettato dalla London Transport e costruito negli stabilimenti AEC di Southall nel Middlesex con l'assemblaggio presso le carrozzerie Park Royal, una società sussidiaria della AEC.
Il progetto era innovativo se paragonato a quello degli autobus che lo avevano preceduto. Per il Routemaster fu utilizzato l'alluminio e le tecniche di costruzione sviluppate dall'industria aeronautica durante la seconda guerra mondiale. Per la prima volta vennero utilizzate le sospensioni indipendenti sull'assale anteriore, servosterzo e un cambio completamente automatico e freni idraulici. Questo sorprese diversi conducenti che trovarono il telaio inaspettatamente leggero e agile rispetto ai precedenti modelli di autobus specialmente come mostrato nel film sui test condotti alla SKID PAN di Chiswick Works. Riprese effettuate durante le prove di derapata del Routemaster RM200 (VTL 200) furono inserite nel film On the Buses del 1971.
Con la London Transport quale cliente principale l'opzione di utilizzare carrozzerie prodotte da altri costruttori divenne meno importante. Il progetto fu uno dei primi autobus integrali essendo una combinazione del telaio A in tubi d'acciaio - che comprendeva motore, sterzo e sospensioni anteriori - e telaio secondario tipo B sempre in tubi - dotato di asse posteriore e relative sospensioni - uniti da una carrozzeria in alluminio. Il cambio era montato nella parte inferiore della struttura della carrozzeria con l'albero che collegava il motore con l'asse posteriore

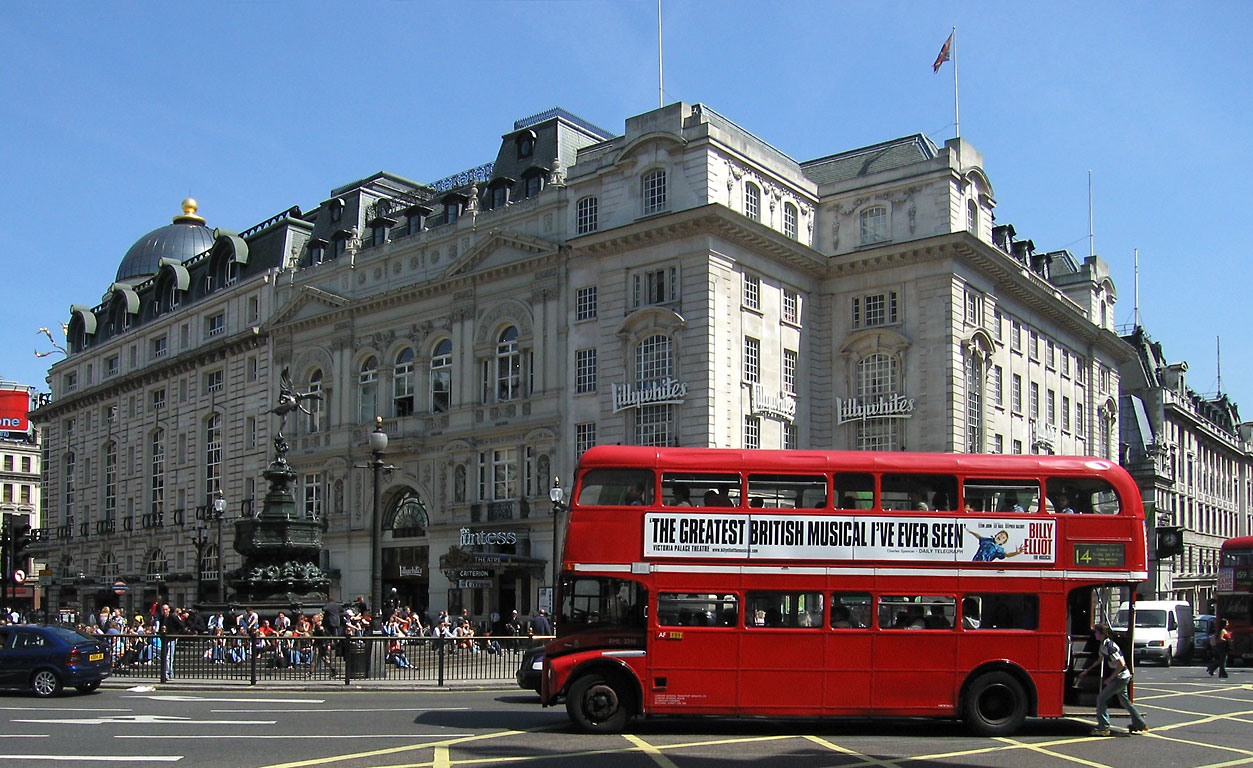
Un Routemaster a Piccadilly Circus

## Prototipi
La London Transport ricevette quattro prototipi del Routemaster e li immise in servizio tra il 1956 e il 1958. I primi due furono costruiti dalla London Transport nelle officine di Chiswick, il terzo dalla Weymann ad Addlestone e il quarto, un modello sperimentale per autobus per un servizio di linea della Green Line, fu prodotto alla Eastern Coach Works di Lowestoft. Il terzo e il quarto veicolo avevano il motore Leyland. Il Routemaster venne presentato all'Earl's Court Commercial Motor Show del 1954. Nel 1961 un piccolo lotto composto da 24 lunghi RLM - 30 ft (9,1 m) rispetto alle 27 ft 6 in (8,4 m) del modello normale - furono costruiti per essere sottoposti a prove prima di iniziare una eventuale produzione a partire dal 1965.
Nel 1962 venne sottoposto a prove il modello dotato di porta anteriore RMF del quale venne realizzato un singolo prototipo - RMF1254 - realizzato partendo dagli esemplari di prova dell'RML. Venne presentato e mostrato in viaggio e ricevendo dei piccoli ordini come autobus di classe RMF e RMA.
Nel 1964, poco prima della produzione principale dell'RML, l'ultimo modello con motore anteriore del Routemaster, AEC iniziò a lavorare ad un modello dotato di motore posteriore e ingresso anteriore. Completato nel 1966 non fu mai prodotto a parte un singolo prototipo iniziale, l'FRM1. Questo fu utilizzato a Londra nel servizio normale prima di venire ritirato nel 1983. Questo veicolo acquistò il soprannome "Fruitmaster".

## Produzione
La produzione delle componenti meccaniche venne portata avanti principalmente negli stabilimenti AEC di Southall - con un numero significativo di esemplari che utilizzava il motore Leyland - per tutta la durata della produzione del Routemaster mentre la costruzione della carrozzeria e l'assemblaggio finale avvenivano negli stabilimenti di Park Royal. La stessa AEC venne poi acquistata dalla Leyland Motors nel 1962. La produzione del Routemaster si concluse nel 1968. La maggioranza degli esemplari aveva una lunghezza di 8,4 m (27 ft 6 in) per rispettare le norme sulla lunghezza massima dei veicoli. Queste in seguito furono rese meno rigide e questa trasformazione si rese visibile con la produzione del modello lungo da 30 ft (9,1 m) la cui entrata in servizio venne ritardata dall'opposizione dei sindacati perché aumentava il lavoro svolto dai bigliettai. Le classi nelle quali venne prodotto il Routemaster sono le seguenti:
- RM - Autobus standard (27.5 feet (8.4 m))
- RML - (L = Lengthened) - Autobus Lungo (30 feet (9.1 m))
- RMC - Pullman standard (27.5 feet (8.4 m))
- RCL - (lengthened) - Pullman Lungo (30 feet (9.1 m))
- RMF - Aubus con entrata anteriore (in pratica un modello da dimostrazione per raccogliere ordini fuori Londra)• RMA - Autobus con entrata anteriore (Progettato dalla London Transport e vennero acquistati dalla BEA)

## Classi RM e RML
Furono prodotti 2.120 RM e 524 RML, cosa che rende queste due classi i modelli di Routemaster prodotti nel maggior numero di esemplari. Il modello RML era semplicemente un modello RM standard con un caratteristico e apparentemente fuori posto mezzo finestrino aggiunto nel mezzo che permetteva di aggiungere 8 sedili. Non fu un cambiamento sconvolgente, fu un vantaggio dato dall'approccio modulare del progetto del Routemaster che in seguito verrà ripreso da altri costruttori. Il modello RML doveva essere in origine la designazione Rotemaster Leyland con ER che stavano ad indicare (Extended Routemaster - Routemaster allungato). L'RM e l'RML avevano un caratteristico vano di servizio dietro la scala posteriore dove il bigliettaio poteva sostare mentre non stava facendo pagare i biglietti senza ostruire ai passeggeri l'uscita o l'entrata.

## Classi RMC e RCL
Il modello RMC era la versione pullman prodotta per i servizi di linea delle "Green Line". Erano stati dotati di sospensioni modificate con maggiore escursione che rendevano più confortevole il viaggio, era stata aggiunta una porta ad azionamento elettrico al posto della piattaforma aperta. Il modello RCL era la versione lunga del modello RMC con motore dalla cilindrata superiore e con caratteristiche stile pullman simili.
Classi RMF e RMA. Sia l'RMF che l'RMA erano modelli del Routemaster di produzione dotati di ingresso anteriore e pensati principalmente per impieghi diversi da quelli di Londra. Come modelli pullman questi veicoli avevano una porta anteriore ad azionamento elettrico e la scala venne spostata verso la parte anteriore, insieme alla porta, dell'autobus. Dopo essere stati presentati ad altri operatori l'RMF suscitò poco interesse. Come RMF venne ordinato dalla Northen General mentre la versione corta, RMA, venne ordinato dalla BEA.
La British Electric Traction una sussidiaria della Northen General Transport Company introdusse in servizio i suoi RMF nel 1964/1965. Ad un primo lotto di 18 esemplari vennero in seguito aggiunti altri 32 RMF seguiti infine dal prototipo RMF1254. Tutti i veicoli avevano motore Leyland e trasmissione con rapporti lunghi per poter meglio operare su rotte composte da lunghe tratte. Questi veicoli adottarono diverse livree rosso/crema della Northern prima che quelli ancora in servizio passassero alla National Bus Company ricevendo la livrea rosso acceso della società con il nome di flotta NBC Northern Sulla flotta RMF venne mantenuta per molto tempo la pubblicità Shop at Binns. Con l'impiego nella zona settentrionale si produsse la particolare visione di un Routemaster che aveva come metà finale del suo percorso la Scandinavia. Ma questa tabella era originata solo dal fatto che con questa linea si raggiungevano i punti di imbarco dei traghetti che collegavano North Shield alla Scandinavia. Questi mezzi furono usati fino al 1977 quando furono dismessi secondo diverse modalità tanto che alcuni finirono per essere utilizzati a Londra, città nella quale non erano mai stati impiegati per il servizio regolare.
La BEA introdusse i suoi RMA, versione corta con i rimorchi del modello precedente, nel periodo 1966/1967 dipingendoli con diverse livree. Venivano utilizzati per i trasporto dei passeggeri BEA da e verso l'aeroporto di Heathrow. Alcuni furono venduti alla London Transport dopo che erano stati ritirati in periodi differenti durante gli anni settanta e furono utilizzati per diversi usi.

## L'entrata in servizio con la London Transport
Il giorno nel quale ebbero inizio delle operazioni con il Routemaster fu il primo di 25 anni di utilizzo prima che cominciassero ad essere ritirati a partire dal settembre 1982. I veicoli ritirati, a causa di tagli nel servizio, venivano utilizzati per la scuola guida per i futuri guidatori.
La classe RM iniziò ad essere immessa nel servizio nel 1959 e andò a sostituire i filobus, sostituzione completata nel maggio del 1962. Quindi il Routemaster iniziò a sostituire i bus della generazione precedente quali l'AEC Regent RT e il Leyland Titan RTL e RTW. Gli ultimi 500 furono prodotti in versione RML.
Questo modello inoltre sostituì il modello RM sulle linee centrali dove garantiva una capienza superiore. L'ultimo Routemaster ad entrare in servizio è stato l'RML 2760 che fu immesso in linea nel marzo 1968.
Il concetto di base della London Transport sull'utilizzo del Routemaster comprendeva la volontà di effettuare la manutenzione totale della flotta di Routemaster presso le Aldenham Works di solito ogni cinque anni. In queste officine l'autobus veniva in pratica completamente smontato e ricostruito lasciando questi stabilimenti praticamente come nuovo. Come il numero dei Routemaster a Londra si riduceva e venivano immessi in servizio nuovi modelli che non potevano essere sottoposti a questi interventi di manutenzione, la revisione generale venne abbandonata e le Aldenham Woks chiusero alla metà degli anni ottanta.

## I Routemasters con livrea verde

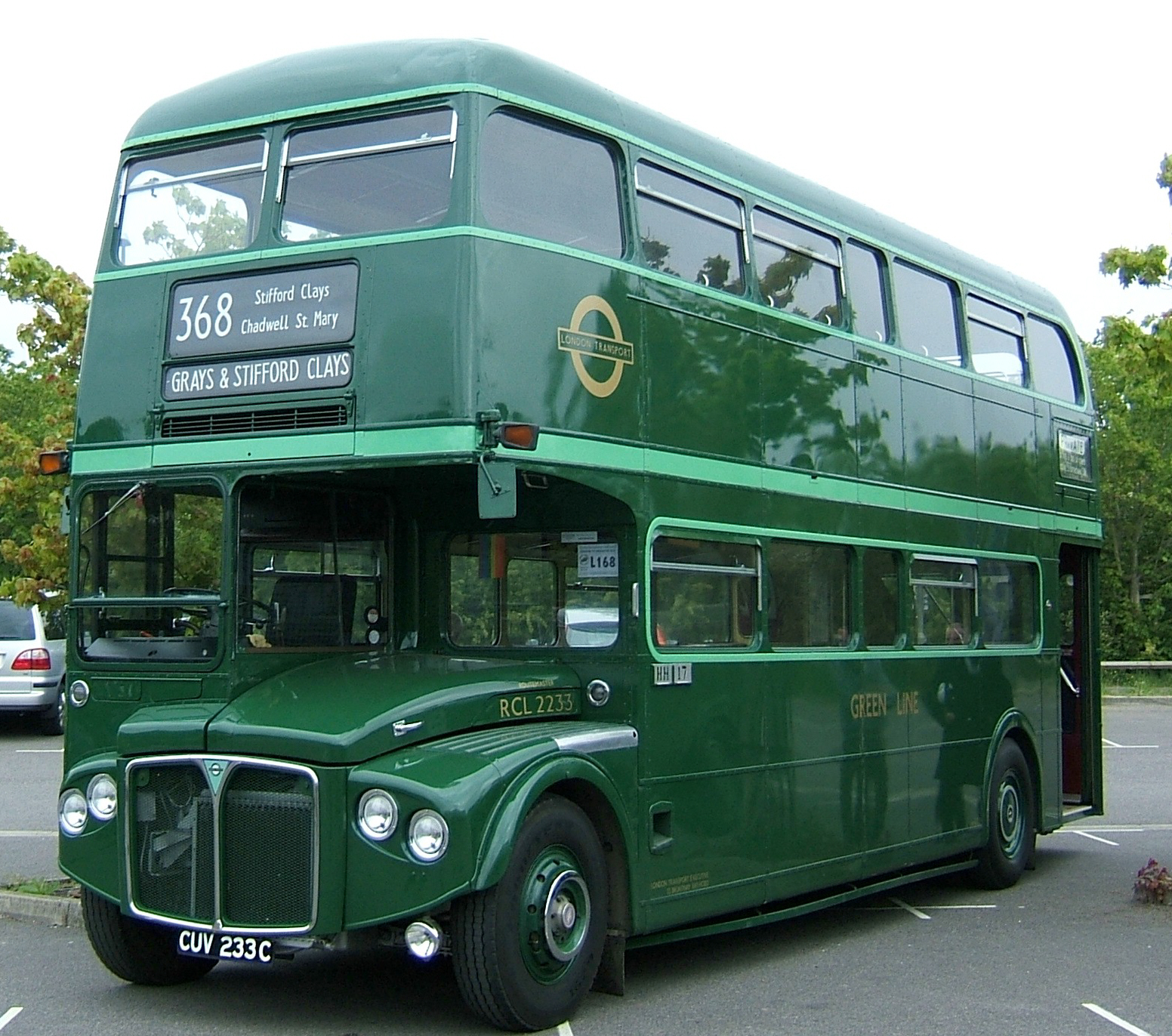
Un Routemaster verde

La country division della London Transport utilizzò i cosiddetti Green Routemaster, cioè dei pullman RMC e RCL per le operazioni della Green LIne. In seguito produsse anche degli autobus standard RML. Il modello RMC in origine doveva essere utilizzato dalla Green LIne nelle città vicinali. In maniera simile anche il modello RCL entrò in servizio nelle zone nelle quali il modello RMC non era stato introdotto. Questi veicoli furono ceduti nel 1969 alla London Country Bus Services, conosciuta semplicemente come London Country, della National Bus Company, una nuova società nazionalizzata.
La London Country, con il Transport Act del 1969 prese in carico tutte le linee delle città dall'area dei sobborghi ed operate dagli autobus della London Transport. Furono consegnati 69 RMC, 43 RCL e 97 RML. Per la metà degli anni settanta molti di questi veicoli furono riacquistati dalla London Transport come la London Country standardizzò e modernizzò la sua flotta mentre si riduceva la richiesta del trasporto suburbano su pullman perché aumentava il numero di persone che sceglievano di utilizzare l'auto privata e migliorava la rete ferroviaria che trasportava i pendolari.
Molti RML furono utilizzati sulle linee rosse di Londra mentre gli RMC e gli RCL furono passati alla flotta per i veicoli utilizzati per la scuola guida. Dato che il modello RCL era relativamente nuovo, in termini di Routemaster, e nel 1980 - 1984 la London Transport stava vivendo una riduzione dei veicoli disponibili diversi RCL furono modificati per essere usati come autobus standard.

## Declino a Londra
Negli anni settanta con la volontà di ridurre i costi e fare fronte alla scarsità di personale molte linee di Londra divennero linee sulle quali gli equipaggi degli autobus furono ridotti al solo guidatore. Chiamate anche linee OMO (One Man Operation). Nello stesso periodo la London Transport viveva anche una scarsità di parti di ricambio per i Routemaster dovuta alla chiusura della AEC. Con l'introduzione a Londra del servizio con autobus ad un solo piano Red Arrow e il passaggio avvenuto con successo ai moderni autobus dotati di motore posteriore sulle linee OMO che era stato effettuato in tutto il paese anche la London Transport prese in considerazione la sostituzione del Routemaster con modalità operative e veicoli di concezione più moderna. Con estrema gradualità il servizio Routemaster venne concentrato solo nelle aree centrali dove gli RML andavano a sostituire i più piccoli RM.
Su queste linee il Routemaster costituiva ancora una valida risposta alla necessità di trasportare una grande quantità di persone, cosa che rendeva ancora conveniente utilizzare un equipaggio di due persone. L'accelerazione rapida e la solida costruzione del Routemaster si dimostrarono inoltre più adatte a questo ambiente urbano di molti veicoli moderni. La flotta del Routemaster restò in pratica intatta per un'altra quindicina di anni dopo che la produzione era cessata nel 1968 e il ritiro è avvenuto principalmente a causa di accese prese di posizione. Dopo la sconfitta del GLC alla Camera dei Lords circa il loro schema di tariffe fecero seguito, nel settembre 1982, le maggiori riduzioni del servizio. Di conseguenza iniziarono ad essere ritirati i primi veicoli e molti di questi furono demoliti. Il procedere della conversione delle linee alle operazioni OMO rese più rapido il ritiro dei mezzi. Questa pratica venne in gran parte fermata nel 1988 e furono poi i veicoli ritirati fino al 1992.
Negli anni ottanta diversi Routemaster acquistati dalla BEA, dalla Northern General e dalla London Country, dotati di porte al piuttosto che di piattaforme aperte furono immessi in servizio nella London Transport rivitalizzando così le operazioni di gite turistiche della città. L'Original London Sightseeing Tour veniva effettuato utilizzando contemporaneamente modelli RCL - alcuni dei quali modificati in autobus con tetto aperto, RMF e RMA.

## La privatizzazione dellaLondon Buses
Nel 1984 iniziò il processo di privatizzazione dei servizi autobus di Londra e i Routemaster furono trasferiti dalla London Transport ai diversi bracci operativi che facevano capo ai differenti depositi portando ad un minimo incremento nello standard della livrea rossa. Nove delle dodici nuove unità operative ereditarono i Routemaster: la Centrewest, Leaside, la London Central, la London General, la London United, la Metroline, la London Northern, la South London e la East London. Durante questo periodo e a causa del fallimento e dell'anticipato ritiro di diversi veicoli che li dovevano sostituire quali il Daimler Fleetline DM/DMS i Routemaster che non erano stati ancora ritirati videro aumentare la loro vita operativa e furono utilizzati anche dopo la privatizzazione. La London Transport iniziò ad affittare i Routemaster ai nuovi gestori delle linee. Nel nuovo processo di gestione delle linee di Londra alle linee già operate con il Routermaster, tranne una, venne concesso di continuare ad usare questi veicoli ora di loro proprietà con un contratto della durata di cinque anni e quindi seguirono ulteriori aggiornamenti.

## Prolungamento della vita utile
Dopo che era stata conclusa la produzione a Southall e con la chiusura delle officine di Aldenham works, divennero necessarie nuove opzioni per prolungare la vita utile del Routemaster se li si voleva mantenere in servizio. Questo aveva ancora più senso nel 1987 quando alcuni autobus avevano un aspetto decisamente usurato. Ispezioni condotte dalla London Buses rivelarono che la struttura di base dell'autobus era ancora in buono stato e che era necessaria solamente la sostituzione del motore e un rinnovamento dell'esterno e degli interni.
Dal 1992 al 1994 tutti gli RML mano due furono rimodernati per essere utilizzati in servizio per altri dieci anni. I lavori comprendevano l'aggiornamento degli interni ad un gusto più moderno e la sostituzione del motore originale con uno Cummins o Iveco. I lavori furono effettuati dalla Mainline, dalla TB Precison, dalla Nottingham Truck & Bus e da una nuova società di autobus di Londra la Leaside Buses. Il motore venne sostituito anche su 100 esemplari del modello RM.
Dopo la privatizzazione, nel 1996, ricevettero un nuovo motore Scania i Routemaster RM della London Central sulla linea 36, gli RML della Stagecoach London utilizzati sulle linee 8 e 15 e gli RM della Arriva per la linea 159.
Tra il 2001 e il 2004, con il nuovo sindaco Ken Livingstone e con la creazione della nuova autorità di gestione Transport for London, che andava a sostituire la London Buses, furono rimodernati 49 RM che erano stati riacquistati dalla nuova autorità di gestione da fonti diverse. Utilizzati inizialmente dalla Marshall Bus furono poi presi n carico dalla Arriva London quando nel 2002 la Marshall cessò l'attività.

## I Routemastercolorati
Grazie alla longevità del Routemaster ci sono stati degli autobus di questo modello dipinti in onore della regina quando ha festeggiato il Silver Jubilee (1977) e il Gold Jubilee (2002), rispettivamente i 25 ed i 50 anni di regno Per il Silver Jubilee sono stati dipinti in argento 25 autobus mentre per il Gold Jubilee sono stati dipinti 50 autobus in oro. Di questi 50 15 erano dei Routemaster (12 RML e 3 RM). Durante la privatizzazione del servizio autobus a Londra che ebbe inizio nel 1986 diversi operatori privati si aggiudicarono dei contratti per svolgere questi servizi a Londra. In alcuni casi questi contratti includevano delle linee effettuate con i Routemaster. Prima che nel 1997 venisse reintrodotta dalla London Transport la norma che stabilisce che l'80 per cento della livrea degli autobus deve essere in rosso, l'autorità che gestiva il servizio, alcuni di questi nuovi operatori operavano i Routemaster con le loro specifiche livree che non erano in rosso, in particolare la Kentish Bus che operava la linea 19 e la Borehamwood Travel Services (BTS) - ora parte della Transdev London - con la sua linea 13.
La natura di icona del Routemaster attirò anche molti nuovi operatori che operavano servizi esterni alla London che iniziarono a fare la loro comparsa in tutta la Gran Bretagna dopo la deregolamentazione del servizio autobus. Diversi operatori acquistarono dei Routemaster di seconda mano dalla London come modalità economica per espandere la propria flotta per controbattere la competizione contro i nuovi operatori che avevano fatto la loro apparizione con la deregolamentazione. Inoltre gli operatori che iniziavano il loro servizio sceglievano il Routemaster in quanto era un autobus caratteristico con il quale cominciare le proprie operazioni. Di conseguenza il Routemaster venne utilizzato in tutto il paese dipinto con livree di una serie di operatori. In particolare venne utilizzato a Southampton, Blackpool, Glasgow, Perth, Dundee, Hull, Carlisle, Bedford, Corby, Manchester (Stagecoach), Southend e Burnley. In questo periodo diversi Routemaster furono impiegati da più di una compagnia e gli operatori spesso li affittavano tra di loro.
Uno dei primi esempi, se non il primo in assoluto, di uso del Routemaster durante la deregulation è costituito dalla storia della Stagecoach Group. Divenuta ora una delle più grandi compagnie di autobus del Regno Unito, la Stagecoach, nei suoi primi servizi - Magic Bus - a Glasgow, Scozia alla fine degli anni ottanta, impiegava i Routemaster di modernariato insieme alla nuova livrea della società che era in bianco totale con strisce rosso, arancione e blu. Questa modalità era in contrasto con le identità tradizionali ancora in uso all'epoca.
Verso la fine di questo periodo un nuovo operatore emerse nel 1994 a Reading, la Reading Mainlaine, costruì una forte flotta composta da 45 Routemaster con la quale entrò in competizione con la Reading Buses dando avvio al processo che la fece diventare una delle compagnie che operavano più Routemaster fuori Londra. Utilizzarono la presenza del bigliettaio per competere nella rapidità delle operazioni, nel centro della città, mentre nei sobborghi utilizzarono il vantaggio costituito dalla presenza della piattaforma posteriore per svolgere, in sezioni della linea, delle operazioni sali e viaggia. Dopo avere costruito una rete che copriva quasi l'intera città la Reading Buses continuò ad utilizzare i Routemaster per altri due anni, anche se in numero ridotto fino al 2000.
L'impiego del Routemaster, che richiedeva due persone di equipaggio, cominciò gradualmente a scomparire anche a causa della stabilizzazione del mercato dovuta alla scomparsa, per acquisizione o fallimento, di molti operatori nati nel primo periodo della deregulation. Nuovamente molti di questi autobus ripresero la via di Londra per essere impiegati o nei programmi di svecchiamento della flotta sia come fonte di pezzi di ricambio che per aumentare la consistenza delle flotte di alcune società.
Il ritiro finale dal servizio principale di Londra incontrò nuovo vita con il riemergere dell'impiego del Routemaster fuori Londra, anche se in una scala più piccola del periodo iniziale della deregulation. L'impiego dopo il 2000 era caratterizzato da piccole tratte o dalle linee stagionali.
Il ritiro dalla London
Durante il nuovo millennio iniziò a svilupparsi un dibattito sulla problematica rappresentata dalla sostituzione o dal mantenimento del Routemaster in servizio nella London. Chi era favorevole citava l'affidabilità meccanica, la velocità di imbarco e sbarco e il potenziale turistico, mentre gli oppositori mettevano in luce la scarsa economicità del loro impiego, l'invecchiamento sempre più avanzato della flotta rispetto alla esistenza di autobus nuovi più grandi ed efficienti grazie alla rinascita dell'industria che li produceva dopo la recessione degli anni novanta. Chi si opponeva al loro mantenimento in servizio inoltre rimarcava la non rispondenza del Routemaster alle nuove leggi che stabilivano il diritto di accesso ai veicoli, requisito soddisfatto dai nuovi autobus a pianale basso. La comparsa della tecnologia che permetteva di acquistare il biglietto fuori dall'autobus ridussero il vantaggio dell'equipaggio di due persone mentre il possesso della carta Oyster e le macchine che permettevano di acquistare i biglietti fuori dall'autobus rendevano più veloce il tempo di imbarco.
Nel 2004, all'interno della sua seconda campagna elettorale, il sindaco di Londra, Ken Livingstone, annunciò il ritiro del Routemaster dal servizio in città in modo da garantire la completa accessibilità alle persone su sedia a rotelle. La legge, il Disability Discrimination Act, richiede la completa accessibilità a partire dal 2017. Come conseguenza il Routemaster è stato ufficialmente ritirato dal servizio generale il 9 dicembre 2005 anche se resta in servizio su due linee classiche.
Il ritiro è iniziato secondo le date seguenti, mano a mano che i contratti di cinque anni arrivavano alla scadenza.
- Route 15: 29 agosto 2003
- Route 11: 31 ottobre 2003
- Route 23: 14 novembre 2003
- Route 94: 23 gennaio 2004
- Route 6: 26 marzo 2004
- Route 98: 26 marzo 2004
- Route 8: 4 giugno 2004
- Route 7: 2 luglio 2004
- Route 137: 9 luglio 2004
- Route 9: 3 settembre 2004
- Route 390: 3 settembre 2004
- Route 73: 3 settembre 2004; sostituito con un servizio circolare
- Route 12: 5 novembre 2004; sostituito con un servizio circolare
- Route 36: 28 gennaio 2005
- Route 19: 1º aprile 2005
- Route 14: 22 luglio 2005
- Route 22: 22 luglio 2005
- Route 13: 21 ottobre 2005
- Route 38: 28 ottobre 2005; sostituito con un servizio circolare
- Route 159: 9 dicembre 2005; partito da Marble Arch alle 12,25: con 20 minuti di ritardo

Il Routemaster venne gradualmente messo fuori servizio alla fine del 2005. Nel dicembre 2005 veniva utilizzato solo sulla linea 159 (Marble Arch - Streatham). Venerdì 9 dicembre 2005 doveva essere l'ultimo giorno ufficiale di servizio. Il giovedì 8, 24 autobus speciali, comprendeva gli RM e gli RML conversati più un certo numero di loro predecessori RT hanno fatto la loro comparsa sulla linea 159.
Il venerdì, al posto di un normale cambio, con equipaggi che terminavano normalmente il proprio servizio intorno alle 11 di sera, su richiesta della polizia venne divisa in due turni di cambio. Un turno con Routemaster e un turno con autobus VLA (Volvo B7TL/Alexander ALX400) che lo dovevano sostituire sulla linea 159. Il Routemaster sarebbe stato sostituito verso la metà della giornata.
Verso l'ultima corsa verso il deposito, la folla bloccò la strada a quattro corsie costringendo tutto il traffico a fermarsi. L'ultimo autobus che ha svolto una corsa ufficiale sull'orario è stato l'RM2217. Fortemente rallentato il bus RM2217 impiegò 10 minuti per effettuare la sua ultima curva che lo portò dentro al deposito di Brixton.
Il bus ha lasciato la strada pubblica alle 14:07 accompagnato dai mezzi storici RM5 e RM6. A causa del ritardo il RM54 è stato l'ultimo autobus ad essere ufficialmente in servizio in quanto è entrato al deposito di Stratham Station pochi minuti dopo prima di spegnare il motore al Norwood Garage.
Poi l'RM5 e RM6, seguiti dall'RM2217 furono trasferiti dal vecchio deposito LCC Tramways a Brixton per le foto di rito.

## I Routemaster in servizio sulle lineeclassiche
Due linee classiche sono state introdotte a Londra in seguito alla nostalgia per questo tipo di autobus dei londinesi e quale attrazione per i turisti. Sebbene questi autobus siano operati sotto contratto dalla TfL, ed accettano Travelcard normali, le Oyster card o i contanti svolgono il loro servizio per un periodo di tempo limitato durante il giorno duplicando piccole sezioni de due linee regolari di Londra. Le linee classiche sono operate da 10 autobus ciascuna più cinque mantenuti in riserva.
- Heritage route 9: Royal Albert Hall — Hyde Park Corner — Piccadilly Circus — Trafalgar Square — Strand — Aldwych.
- Heritage route 15: Trafalgar Square — Strand — Aldwych — Fleet Street — Cannon Street — Monument — Tower Hill.

Gli autobus impiegati sono stati restaurati accuratamente quali ultimi esemplari in servizio ed hanno motore con caratteristiche in linea con le normative antinquinamento, finestrini elettrici e sigillati.
La linea 9H venne soppressa nel 2014 mentre la linea 15H, sospesa dal novembre 2020 per la pandemia del Coronavirus, venne definitivamente soppressa a partire dall'Aprile 2021

## Il servizio in altre aziende di trasporto pubblico
Molti degli utilizzi post-privatizzazione del Routemaster in Gran Bretagna sono ora cessati. Il 7 Aprile 2008 i Routemasters sono stati reintrodotti su una linea regolare di autobus a Nottingham. Erano gestiti dalla Bellamy's Coaches Ltd con i Routemasters rossi recanti il marchio della Nottingham & District Omnibus. Questi veicoli venivano utilizzati sulla linea 20 con frequenza di passaggio di 20 minuti e orario dalle ore 7 alle 19 per sei giorni alla settimana. La Bellamy's utilizzò anche il bigliettaio e la paittaforma aperta rese il Routemaster capace di competere con l'azienda concorrente Nottingham City Transport (NCT), grazie alla velocità con il quale viaggiava nel centro urbano e nelle operazioni chiama e sali nei sobborghi. Il Routemaster furono ritirati il 28 giugno 2008 a causa della scarsa domanda di passeggeri e nonostante il servizio fosse soddisfacente. Il nuovo servizio venne mantenuto ma a partire da agosto venne effettuato solo con autobus ad un solo piano. Il Consiglio che possedeva l'82 per cento delle azioni della NCT e venne criticata per non avere fornito sufficienti informazioni sulla disponibilità del trasporto pubblico e per avere aumentato la concorrenza, selettivamente, sulle linee con effettuate con il Routemaster. Anche una società di York, la York Tour, utilizza ancora due Routemaster sulle proprie linee.
L'operatore di Londra e del sudest dell'Inghilterra Metrobus ha mantenuto un Routemaster in livrea verde, il RML 2317 (CUV 317C), ricevuto dalla compagnia gemella London General. Questo mezzo viene utilizzato saltuariamente sulle linee regolari così come per apparizioni in eventi privati o classici. Questo RML è stato ora acquistato dalla Brighton and Hove Buses ed è stato dipinto con la livrea della Thomas Tilling Ltd. La Cavendish Motor Service utilizza l'RML 2324 dipinto nella livrea verde-verde chiaro per dei viaggi speciali così come autobus di emergenza per una serie di linee situate nell'area di Eastbourne.
La Wilson's Coaches di Greenock utilizza tre Routemaster, di cui uno a tetto aperto, principalmente per noleggio privato da Greenock a Clydebank, Helensburgh e durante nei fine settimana che precedeono il Natale nei servizi locali di Greenock.

## Impieghi diversi dal trasporto pubblico
A parte le linee classiche di Londra l'altro maggiore utilizzatore di Routemaster in servizio in Gran Bretagna si trova ad Edimburgo in Scozia. La Lothian Buses della società di trasporto Mac Tours usa una grande varietà di Routemaster con tetto chiuso e aperto per i normali impegni come autobus.
Diversi altri operatori utilizzano il Routemaster per noleggi privati e tra questi la ex concorrente della London Bus, la Ensignbus, e la London Bus Company Ltd (ex Blue Triangle) e la Timebus Travel.

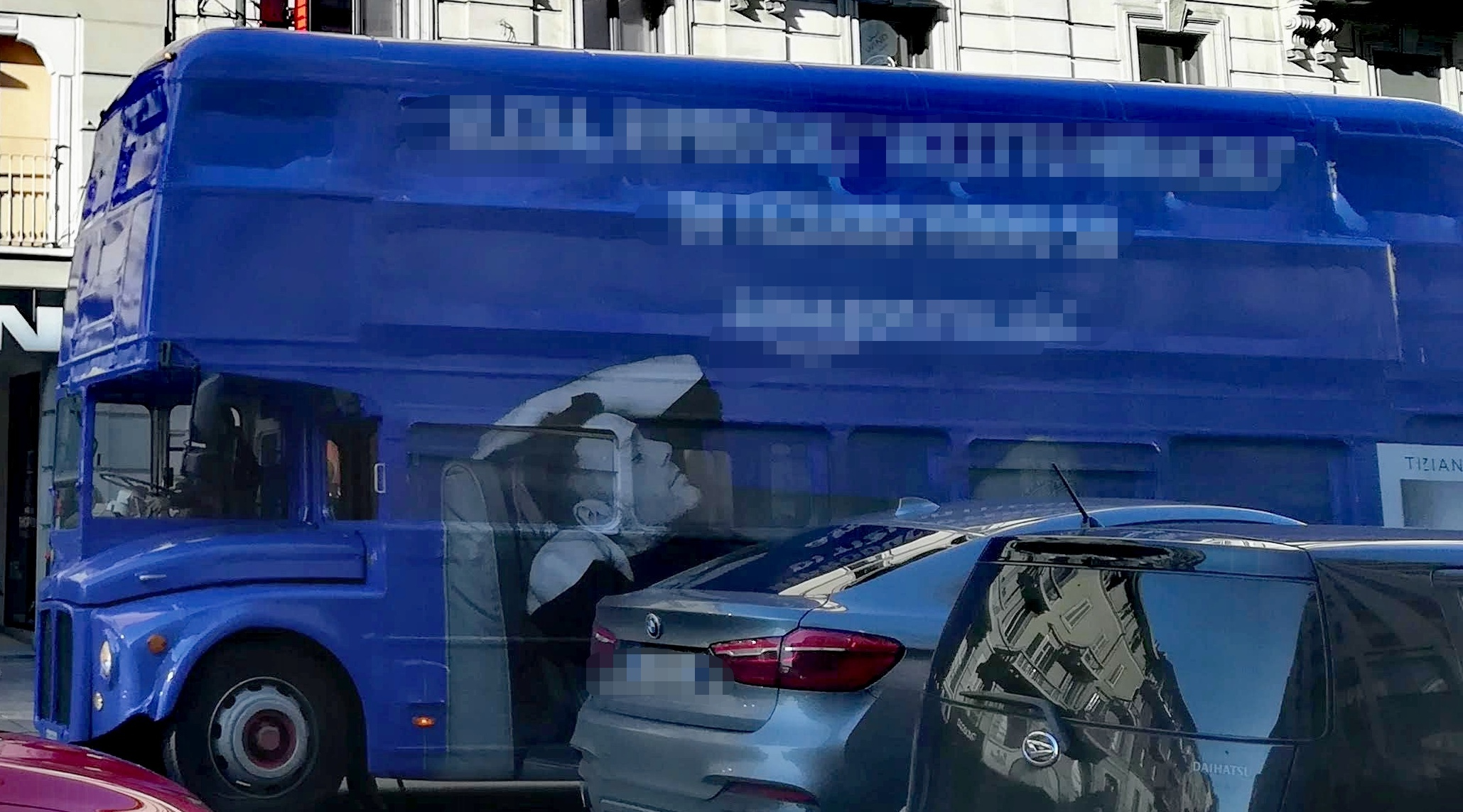
Routemaster a Milano revampizzato con speciali decalcomanie pubblicitarie.

Molte città di tutto il mondo hanno dei Routemaster spesso nella vecchia versione RT, di acquistati da privati che li hanno utilizzati adattandoli a per vari impieghi quali chioschi per gli hot dog, veicoli d'epoca, per viaggi in pullman o come negozi.
I Routemaster possono essere ritrovati in paesi quali lo Sri Lanka, Australia, Nuova Zelanda, Cina, Canada, California meridionale, Malaysia ma anche a Fairbanks, Alaska.
Diversi Routemaster già di proprietà della Stagecoach sono stati esportati a Montreal, Canada, dove la Stagecoach ora fornisce un servizio turistico nella città. Questo è l'unico caso di Routemaster di Londra operati su base giornaliera in un paese straniero da una società che operava a Londra.

## Il Routemaster del futuro
Per la popolarità del Routemaster molti continuano a richiedere la realizzazione di una nuova versione di questo mezzo.
Il candidato a sindaco di Londra del partito conservatore, Boris Johnson, il 3
settembre del 2007, annunciò che stava pensando ad introdurre una versione moderna del Routemaster e a eliminare le operazioni con i bus. Nel dicembre del 2007 la rivista britannica Autocar ha commissionato al principale progettista di autobus, la Capoco, il progetto di un innovativo Optare Solo che doveva essere una proposta dettagliata per una nuova generazione di Routemaster. Il candidato a sindaco Boris Johnson richiese il progetto della Capoco e suggerì che, se fosse diventato sindaco nel 2008 avrebbe tenuto una formale competizione per lo sviluppo di un nuovo Routemaster Dopo essere stato eletto, ha tenuto questa competizione che era aperta ad idee generali e progetti dettagliati che dovevano essere sottoposti alle società e ai membri del pubblico con un premio in denaro per la proposta che sarebbe risultata vincente. Il risultato della competizione è stato pubblicato il 19 dicembre 2008 e sono state consegnate alle ditte costruttrice di autobus sia la proposta vincente che le altre proposte valutate interessanti.
La proposta vincente comprendeva due progetti di autobus completi, uno realizzato dalla Capoco e uno presentato dalla Aston Martin insieme alla Forster and Partners. Il TfL si aspetta di vedere il prototipo girare per le strade di Londra per il 2011.

## I Routemaster preservati
Diversi Rotemaster ritirati dal servizio sono stati venduti a gruppi di collezionisti. La Ensignbus, che vendeva gli autobus, ha gestito centinaia di veicoli dismessi come ha fatto per altri modelli di autobus di Londra. Nel dicembre del 2004 la Ensigbus mise in vendita un lotto di 32 Routemaster, disponibili per 2.000 sterline per tutti quelli che potevano provare di avere le risorse finanziarie per mantenerli e conservarli. La Ensignbus aveva aperto un museo che conteneva diversi esemplari preservati. Cinquantesimo anniversario.
Il 25 luglio 2004 a Finsbury Park, Londra, sono stati raggruppati 100 Routemaster conservati da operatori privati o musei per festeggiare i 50 anni dalla prima apparizione del Routemaster.

## Jeremy Clarkson
Nell'ottobre 2008 il conosciuto presentatore della televisione britannica Jeremy Clarkson ha creato parecchia controversia quando ha distrutto un Routemaster in un evento teso alla promozione del suo nuovo DVD. Il portavoce della Routemaster Association ha confrontato la scelta di far esplodere un Routemaster, quando poteva essere scelto un modello di autobus più vecchio, a far saltare in aria una Jaguar E-Type. Di diverso avviso l'opinione della casa cinematografica produttrice del DVD.

## Routemaster famosi preservati
- Il Cobham Bus Museum conserva l'RML3 che è il terzo prototipo. (In questo caso L significa Leyland). Questo veicolo monta la replica della sua parte anteriore.
- Uno degli ultimi Routemaster, l'RM54, venne acquistato dalla TfL nell'aprile 2006 per essere poi conservato dalla Ensignbus.
- L'RM1737 era l'autobus in mostra all'Ash Grove Garage agli inizi degli anni ottanta.

Venne poi trasferito alla TfL che lo mise in mostra al London Transport Museum.
- L'RM737 era l'autobus da mostrare del deposito di Harrow Weald e nonostante venisse utilizzato ogni giorno sulla linea 140 era regolarmente presente ad ogni evento di mezzi classici. Acquistato come autobus per il team che doveva partecipare alle mostre quando era sulla linea 140 veniva modificato e divenne il primo esempio di uno standard di conservazione.
- L'RM2217, ultimo a partire sulla linea 159 è stato mantenuto dalla Arriva nella sua Heritage Fleet, insieme ai primi Routemaster, RM5 e RM6, e, tra l'altro, al primo esemplare prodotto della versione pullman RMC, l'RMC1453.
- L'RML 2537: conservato come pullman a tetto aperto a Long Beach, California

viene utilizzato insieme alla RMS Queen Mary ora trasformata in un albergo galleggiante.
- L'ultimo Routemaster costruito per Londra, l'RML2760 è stato conservato dalla East London Bus Group (già Stagecoach London).
- Il primo Routemaster RCL ad essere stato costruito, CUV 218C/RCL2218, è ora conservato in condizioni eccellenti Nottingham Transport Heritage Centre.
- Il prototipo della versione pullman RMC4, in origine CRL4, è conservato da Roger Wright della London Bus Company ed è dotato di una replica della sua parte anteriore.
- Il 28 aprile 2010, Roger Wright ha riportato in Gran Bretagna undici Routemaster allora esportati in Canada da Charlottetown, Isola del Principe Edoardo. La London Bus Company ha acquistato la flotta di autobus con base a Charlottetown e di proprietà della Abegweit Tours and Travel Agency Inc. che li ha utilizzati dal 1965. Gli autobus arrivarono sulle proprie ruote ad Halifax, Nuova Scozia, per essere poi spediti nel Regno Unito. Alcuni sono stati utilizzati per servizi turistici mentre i restanti sono stati conservati nei musei.

Museums.
- Il primo Routemaster di produzione, l'RM8, è conservato dall'RM8 Club. Il veicolo venne presentato nel 1958 al Commercial Vehicle Exbition come il nuovo autobus di Londra. Venne utilizzato dalla London Transport di Chiswick come veicolo sperimentale sul quale vennero sperimentate molte delle modifiche poi apportate al Routemaster. L'autobus alla fine entrò in servizio al deposito di Sidcup nel marzo del 1976 e divenne l'ultimo Routemaster ad entrare in servizio e l'ultimo veicolo con piattaforma aperta introdotto in linea del Regno Unito. Venne utilizzato dalla London Transport nel suo deposito di Sidecup fino a quando divenne con equipaggio di una sola persona nel 1985. Quindi venne conservato dall'RM8 Group che divenne successivamente l'RM8 Club. Nel luglio del 9158 era stato riportato allo stato con il quale era comparso alla Commercial Vehicle Exbition del 1958, con tanto di repliche dei poster e delle BLINDS.
- Il 1000 Routemaster prodotto, l'RM 1000, è stato preso in carico dalla London Transport ciìon una cerimonia al deposito di Southall Works il 16 ottobre del 1961 e venne poi adottato come veicolo da mostra dallo staff del Croydon Garage. Questo poi l'ha passato all'RM1000 Preservation Group nel maggio del 1987.
- L'unico Routemaster con motore posteriore ed entrata anteriore, il FRM1, è stato trasferito al museo della London Transport nel 1983 nella cui collezione si trovavano i due prototipi RM1 e RM2. L'RM2 venne sottoposto a lavori al deposito di Acton dove venne montata una replica della parte anteriore originale.

## Il Routemaster nei media
- Il Routemaster, in diverse versioni, è tra i veicoli pilotabili nel videogioco Grand Theft Auto: London 1969.